# Montillana (kommunhuvudort)
Montillana är en kommunhuvudort i Spanien.   Den ligger i provinsen Provincia de Granada och regionen Andalusien, i den södra delen av landet, 300 km söder om huvudstaden Madrid. Montillana ligger 1 021 meter över havet och antalet invånare är 1 300.
Terrängen runt Montillana är kuperad.Runt Montillana är det ganska glesbefolkat, med 38 invånare per kvadratkilometer. Närmaste större samhälle är Valdepeñas de Jaén, 15,7 km nordväst om Montillana. Trakten runt Montillana består till största delen av jordbruksmark.